# Carl Meinecke

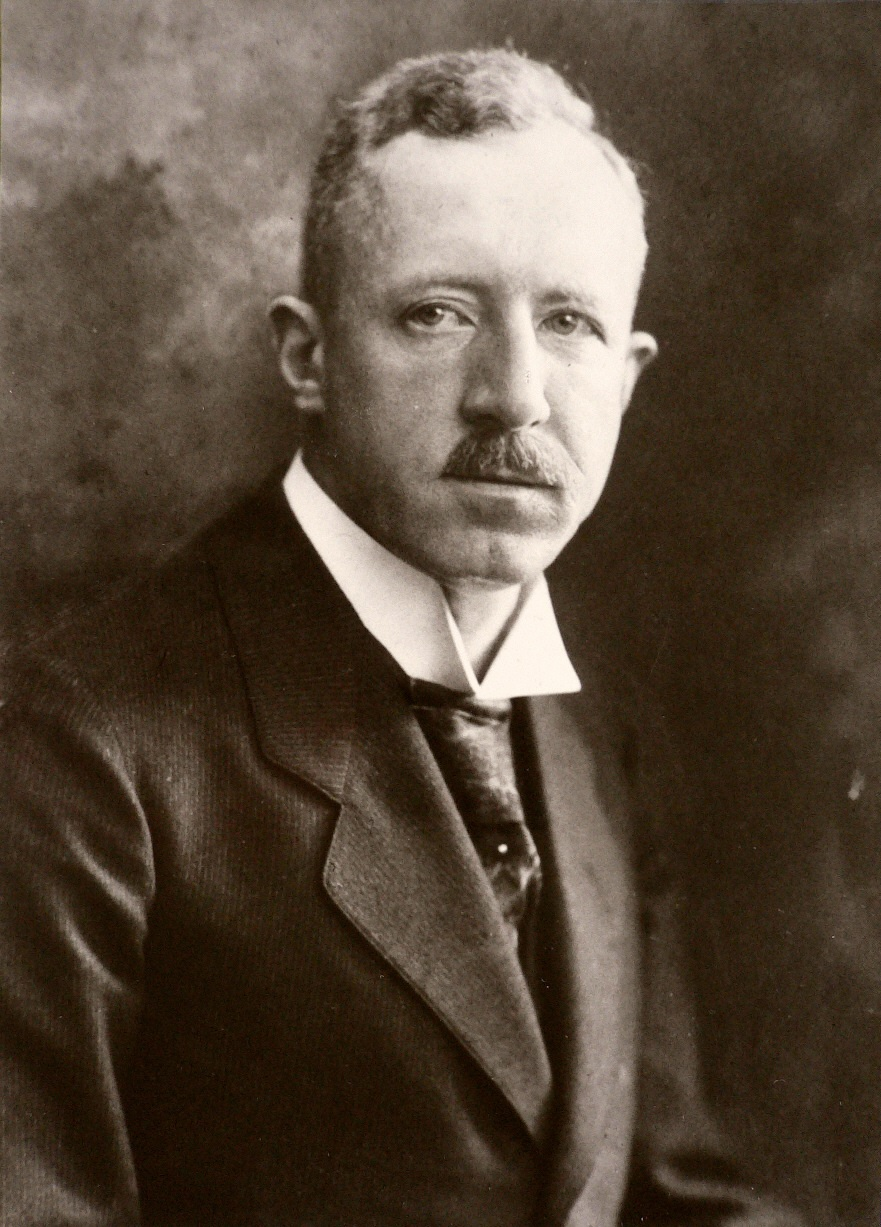
Carl Meinecke

Carl Meinecke (* 16. Juni 1873 in Breslau; † 12. September 1949 in Hannover) war ein deutscher Chemiker, Elektrotechniker und Unternehmer. Er zählte zu den einflussreichsten Industriellen in Schlesien.

## Leben
Meinecke besuchte das Johannesgymnasium Breslau. Nach dem Abitur begann er ein Chemiestudium an der Technischen Hochschule Breslau. 1892 wurde er im Corps Borussia Breslau aktiv. In seiner Aktivenzeit diente er als Einjährig-Freiwilliger beim Feldartillerie-Regiment „von Peucker“ (1. Schlesisches) Nr. 6. Als Inaktiver ging er an die Dr. Senckenbergische Stiftung in Frankfurt am Main. Die letzten Semester verbrachte er an der 
Technischen Hochschule Charlottenburg, die ihn nach acht Semestern 1896 zum Dr. phil.  promovierte. Anschließend studierte er an der  Technischen Hochschule Darmstadt Elektrotechnik.

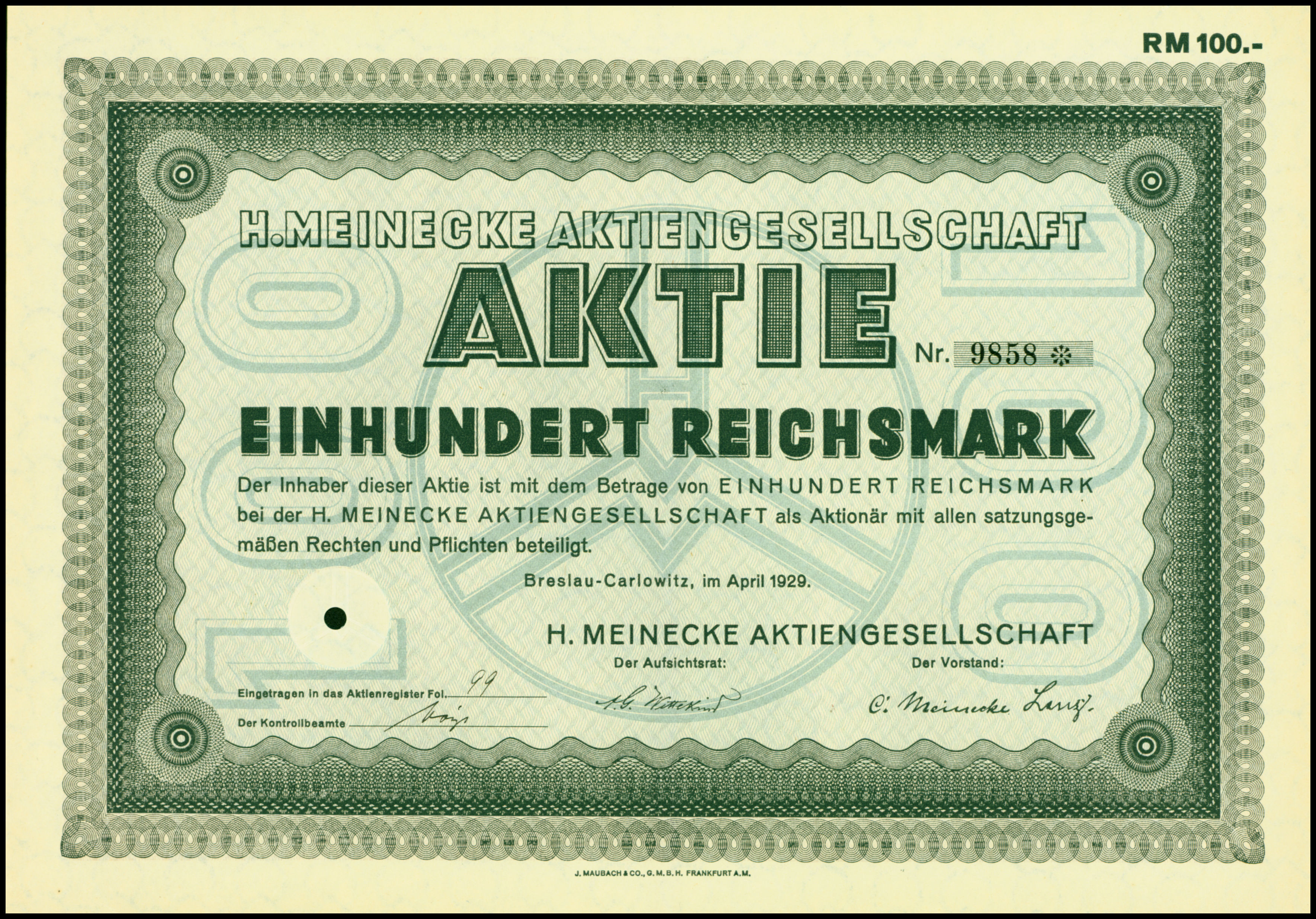
Aktie der H. Meinecke AG vom April 1929 mit Faksimile-Unterschrift von Carl Meinecke als Vorstand

Am 1. Oktober 1898 trat er eine Stelle als Ingenieur bei der AEG in Berlin an. Im Frühjahr 1900 ging er für neun Monate an eine Bank in Paris. Nach seiner Rückkehr trat er in das väterliche Metallbau-Unternehmen in Breslau ein. Wasserzähler wurden zum wichtigsten Erzeugnis des Unternehmens, das 1897 in eine Aktiengesellschaft umgewandelt wurde. Zur selben Zeit wurde ein neues Werk in Carlowitz errichtet. Vor dem  Ersten Weltkrieg beschäftigte es etwa 500 Personen. Ab 1906 konzentrierte Meinecke die Produktion ausschließlich auf Wassermesser. Zur Förderung des Auslandsabsatzes gründete er Tochtergesellschaften in den Niederlanden, Belgien, Großbritannien und Russland. Die Balkanländer, China, Japan und Südamerika wurden über eigene Vertreter und Hamburger Exporteure beliefert.
Als Leutnant zog Meinecke 1914 in den Ersten Weltkrieg. Er führte Munitionskolonnen und wurde 1917 als Hauptmann entlassen. Während des Kriegs stellte sein Unternehmen zuletzt vor allem Zünder her. Nach dem Friedensvertrag von Versailles ging fast der gesamte Auslandsbesitz verloren; jedoch konnten die internationalen Geschäftsbeziehungen in den 1920er Jahren wiederhergestellt werden. Weitere Tochtergesellschaften entstanden in Italien, Spanien und Polen. Mit seinen Corpsbrüdern Hans-Wolfgang Schimmelpfennig und Kurt Fürer wurde er 1921/22 von Friedrich Eichberg in die schlesischen Arbeitgeberverbände geholt. 
Von 1932 bis 1945 leitete Meinecke das in der Weltwirtschaftskrise gebildete Syndikat der deutschen Wassermesserfabrikanten. 1937 wurde eine Beteiligung an der Dreyer, Rosenkranz & Droop AG erworben. Im  Zweiten Weltkrieg erfolgte eine neuerliche Umstellung der Fertigung auf Kriegsmaterial. Das Kriegsende bedeutete den Totalverlust des Breslauer Werks und aller Tochtergesellschaften. Nach dem Neubeginn in Hannover (1946) unter der Leitung von Meineckes Sohn Walter und der Errichtung eines modernen Werks in Rethen (Leine)  wurde die Fertigung weiter spezialisiert. Das Familienunternehmen wurde 1972/1973 von den  VDO-Tachometerwerken und dann von der Compagnie de Saint-Gobain übernommen.
Von 1937 bis zu seinem Tod war Meinecke Vorsitzender der  Altherrenschaft seines  suspendierten und heimatvertriebenen Corps. Beide Söhne und vier Enkel wurden Breslauer Preußen.

## Ehrungen und Ehrenämter
- Vorsitzender des Verbandes Schlesischer Metallindustrieller (1910–1933)
- Vorstandsvorsitzender der Vereinigung Schlesischer Arbeitgeberverbände
- Vorstandsmitglied des  Gesamtverbandes Deutscher Metallindustrieller
- Vorstandsmitglied der Vereinigung Deutscher Arbeitgeberverbände
- Mitglied des Aufsichtsrats der Mitteldeutschen Creditbank
- Stadtrat in Breslau
- Ehrencorpsbursch der Borussia Breslau (31. Juli 1926)
- Mitglied im Landesausschuss Ostdeutschland der Commerzbank[5]
- Konsul der Niederlande
- Aufsichtsratsvorsitzender der Meinecke AG

## Familie
Meineckes Vater war Heinrich Meinecke (1812–1890), der 1843 als Schlosser aus Anhalt nach Breslau gekommen war und eine Fabrik gegründet hatte. Seine Mutter Marie (1845–1898) war eine Enkelin von Christian Gottfried Daniel Nees von Esenbeck. Carl Meinecke heiratete 1901 in Berlin Margarete Linde (1875–1933), Schwester von Franz Linde, Mitglied beim Corps Rhenania Heidelberg.  Aus der Ehe gingen drei Söhne hervor. Seine Söhne Walter und Heinrich sowie vier Enkel wurden auch wie er Mitglied des Corps Borussia Breslau.